# Schistosoma
Schistosoma o esquistosoma es un género de platelmintos parásitos de la clase de los trematodos, antiguamente llamado bilharzia. Causan la infección más importante del hombre de entre todos los gusanos planos, conocida como esquistosomiasis. La fase adulta fue descubierta en un paciente de Egipto en 1851 durante una autopsia hecha por el Dr. Theodore Maximilian Bilharz. Todas las especies de Schistosoma tienen a un molusco como hospedador intermedio, una relación que fue descubierta a comienzos del siglo XX. En África, después de la malaria, es la enfermedad tropical más prevalente en el hombre y de gran importancia socioeconómica y en salud pública para países en vías de desarrollo. Se encuentra prevalente en 3/4 partes de los países en desarrollo y más del 80% de los afectados viven en el África al sur del Sahara.

## Clasificación
Hay cinco  especies de Schistosoma que comúnmente infectan a los humanos: 
- Schistosoma mansoni. Encontrada en África, Brasil, Venezuela, Surinam, ciertas áreas de las Antillas, Puerto Rico, y la República Dominicana. Es la única especie encontrada en América Latina. El hospedador intermediario más importante es el molusco de agua dulce Biomphalaria.

- Schistosoma japonicum. Común en Asia y en el Pacífico. En ciertas áreas, como en Taiwán, esta especie solo infecta a animales y a humanos. El molusco intermediario más frecuente es del género Oncomelania.

- Schistosoma mekongi. Está muy relacionado morfológicamente al Schistosoma japonicum, afecta a las venas mesentéricas y puede tener un huésped diferente, como los perros. Se encuentra al Sureste de Asia, en países como Laos y Camboya.[4]

- Schistosoma haematobium. Se encuentra originalmente en África, el Medio Oriente y el Mediterráneo. Llegó a la India durante la Segunda Guerra Mundial. El molusco de agua dulce del género Bulinus es el más importante como intermediario.

- Schistosoma intercalatum. Está muy relacionado morfológicamente al Schistosoma mansoni, afecta a las venas mesentéricas del colon, sus huevos poseen  una espina terminal de mayor tamaño que la del S. mansoni.

Otras especies como Schistosoma indicum, Schistosoma nasale, Schistosoma leiperi son parásitos de rumiantes.

## Morfología
Tienen dimorfismo sexual, siendo el macho considerablemente mayor que la hembra presentan simetría bilateral; tienen ventosas fijadoras tanto orales como ventrales (acetábulo); tubo digestivo es incompleto, con boca, esófago, crura intestinal bifurcada, y carecen de ano; el aparato reproductor tienen un número de testículos variable lo cual tiene carácter taxonómico (sirve para distinguir especies), canal eyaculador, vesícula seminal, etc., poro genital masculino y femenino, ovario útero. Tegumento sincitial metabólicamente activo.  Sistema circulatorio, para el cual extraen componentes de la hemoglobina de su hospedador.

## Reproducción
A diferencia del resto de las trematodas, los Schistosoma son dioicos, es decir, hay separación entre el macho y la hembra. De característica peculiar es la tendencia del macho de encapsular a la hembra dentro de un "canal ginecofórico" por la duración de sus vidas adultas. En esa condición se reproducen de manera sexual.

## Ciclo de vida
Los huevos son excretados por los humanos en las heces, luego del cual, en el agua, se liberan las larvas llamadas miracidio. Estas penetran la piel del molusco dentro del cual se transforman en esporoquistes madres. Llenas en su interior de células germinativas, son capaces de generar más de 250 esporoquistes hijos, los cuales migran al hepato-páncreas y originan docenas de miles de cercarias. La mayoría mueren antes de 24 horas, otras son liberadas del molusco y penetran la piel del humano gracias a sus movimientos y secreciones líticas. Según la especie, en el hombre quien es el hospedador definitivo, completan su ciclo de vida en varios órganos.